# ماتاروگه (پرییپویه)
ماتاروگه (به صربی: Mataruge) یک منطقهٔ مسکونی در صربستان است که در پریژپولجه واقع شده‌است. ماتاروگه ۱۶۴ نفر جمعیت دارد.